# (4121) Carlin
(4121) Carlin (1986 JH) – planetoida z pasa głównego asteroid okrążająca Słońce w ciągu 3,66 lat w średniej odległości 2,37 j.a. Została odkryta 2 maja 1986 roku.